# Innocenzo Sabbatini
Innocenzo Sabbatini (Osimo, 19 marzo 1891 – Osimo, 1983) è stato un architetto italiano.

## Biografia
Il primo contatto con l'architettura avviene presso lo zio materno, l'architetto Costantino Costantini, ha la possibilità di consultare libri e soprattutto stampe con soggetti architettonici; di queste prime esperienze serberà sempre memoria.
Interrotti gli studi a 13 anni, muove i primi passi nel mondo del lavoro svolgendo la sua attività fin da allora nel campo dell'edilizia. La prematura attività edilizia fa nascere in Sabbatini il desiderio di approfondimenti culturali che coincide con la necessità di un riconoscimento scolastico che tarderà a realizzarsi.

### Gli esordi
Intorno al 1907 I.S. viene assunto dal Comune di Osimo come “assistente edile” e in quella veste ha la possibilità di realizzare i suoi primi progetti “in stile liberty”. Alla fine del 1913 si trasferisce a Roma dove già si trovava il cugino ingegnere Innocenzo Costantini impiegato come progettista presso l'ancor giovane Istituto per le Case Popolari (ICP). infatti in quegli anni lavora, seppure saltuariamente, come disegnatore e assistente di cantiere presso l'ICP; ma il suo apprendistato si amplia frequentando gli studi di Pio e Marcello Piacentini, di Arnaldo Foschini e del conterraneo Quadrio Pirani.
D'altra parte Sabbatini approfitta di questi anni per approfondire le proprie conoscenze artistiche frequentando, in maniera non sistematica, vari corsi tra i quali quello di Cesare Bazzani al Museo Artistico Industriale, di Pirani all'Accademia di Belle Arti e la Scuola libera del nudo all'Accademia inglese di via Margutta. Tutto ciò porta qualche frutto se, nel 1915, viene premiato al Concorso Gregoriano, indetto dalla Congregazione dei Virtuosi al Pantheon.
Nel 1916 viene arruolato e mandato a Pistoia, prima, e poi a Milano dove ha occasione di mostrare all'architetto Gaetano Moretti alcuni suoi elaborati che lo porteranno ad ottenere l'ambito attestato rilasciato dalla Regia Accademia di Belle Arti di Milano, sul quale è scritto: “In seguito agli esami qui sostenuti e a cui fu ammesso dietro presentazione dei titoli e dopo un esperimento preliminare, è stato conferito al Sig. Sabbatini Innocenzo, figlio di Pasquale, nativo di Osimo, il Diploma di Professore di Disegno Architettonico. Milano 6-1-1918”.

### L'impegno all'ICP di Roma
Alla fine del 1918 viene assunto nell'Ufficio Progetti dell'Istituto Case Popolari di Roma e come primo incarico gli viene affidata la progettazione del complesso di Trionfale II per il quale erano già state redatte le piante da Costantini, capo dell'Ufficio; questi, memore della comune regione d'origine, consiglia al giovane architetto di rifarsi per i prospetti ai modi neo-medievali che Pirani aveva usato per il quartiere San Saba.

Cinema Doria Roma 1921

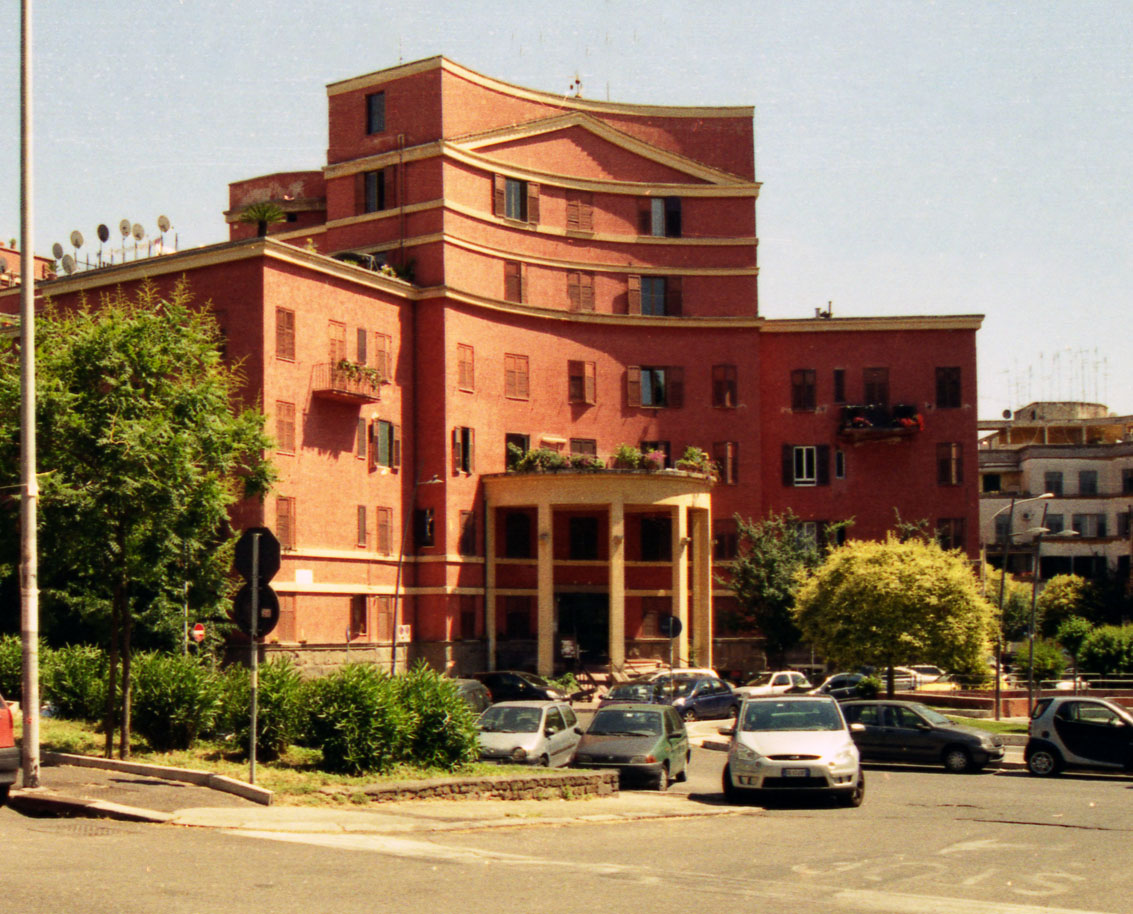
Albergo suburbano alla Garbatella 1927

Il teatro Palladium

In questo periodo frequenta l'Associazione Amatori e Cultori di Architettura e contemporaneamente ha contatti con Gustavo Giovannoni per il quale Sabbatini avrà una grande stima anche se sarà sempre molto critico nei riguardi del "barocchetto", da quello patrocinato, ma con il quale d'altronde avrà stretti rapporti in occasione dei lavori nell'iniziale intervento alla Garbatella e poi sulla piazza di Montesacro.
Nel 1927 Sabbatini ottiene l'iscrizione all'Albo professionale degli Ingegneri e Architetti di Roma e, nello stesso anno, diviene capo dell'Ufficio Progetti dell'ICP. In quegli anni riceve numerosi consensi per le opere realizzate all'interno dell'ICP e, in occasione del Congresso per le Abitazioni e i Piani Regolatori tenuto a Roma nel 1929, gli viene espresso un plauso particolare per il “bell'edificio dell'Asilo alla Garbatella” e per il “magnifico esito della visita agli Alberghi Suburbani.
Per contrasti sopravvenuti all'interno dell'ICP nel 1929 Sabbatini rassegna le dimissioni e nel 1931 abbandona definitivamente l'Istituto. Da questo momento si dedica alla libera professione con studio a Roma.

### La libera professione

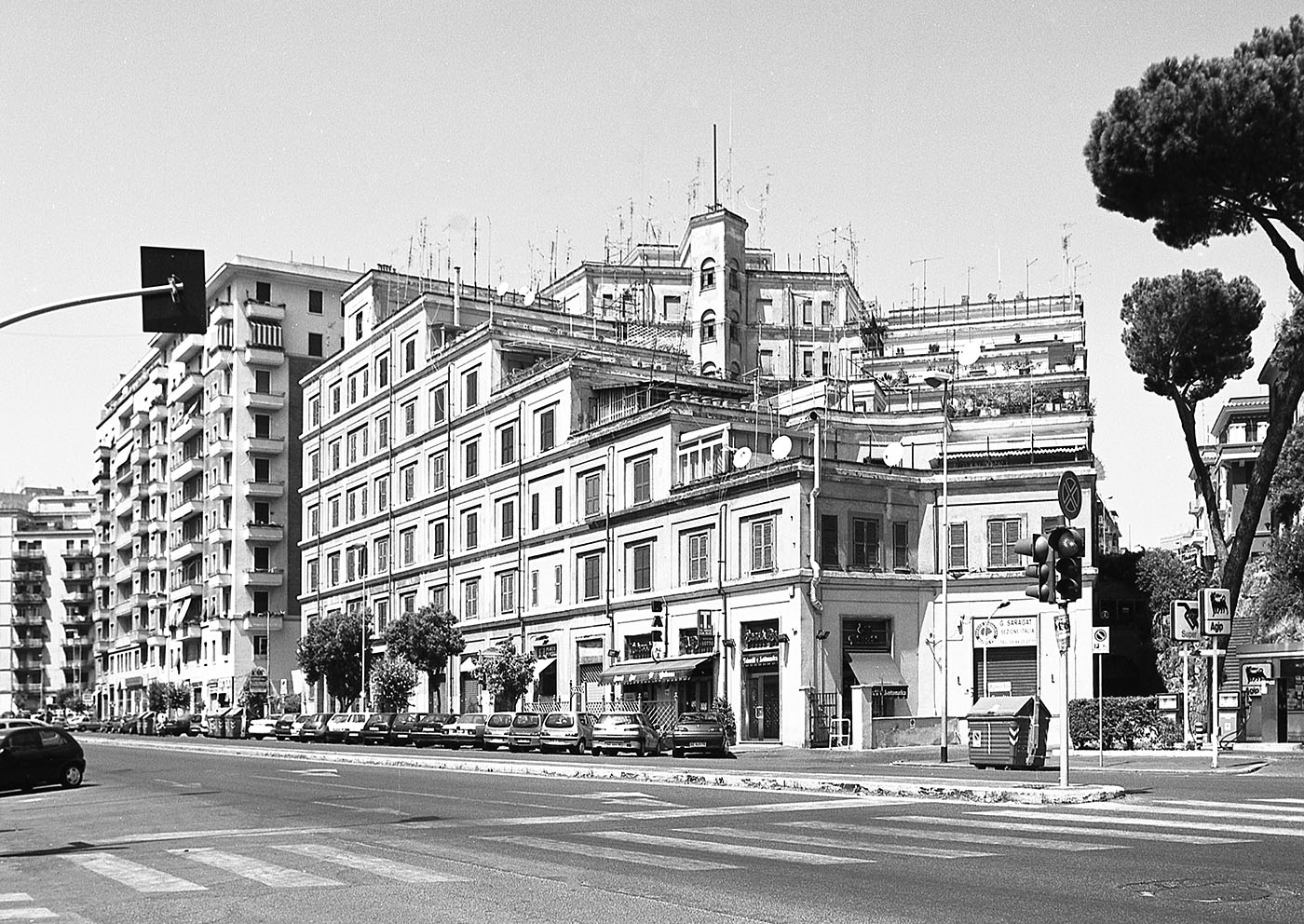
Edificio Casa del sole in via Lega Lombarda Roma

Dal 1929 l'attività professionale di Sabbatini si svolge attraverso rapporti con piccoli imprenditori e costruttori romani per i quali elabora diversi progetti che non sono al livello del linguaggio e delle sperimentazioni raggiunte negli anni precedenti. In questo periodo c'è una ripresa di contatto con la natia Osimo nella quale trova una committenza privata ma poi anche pubblica di un certo rilievo e nel contempo tenta la strada della partecipazione a concorsi nazionali spesso senza molta fortuna.
Nel 1940, in seguito al primo premio assegnato al suo progetto nel concorso per “tipi di case minime”, riprende i contatti con l'ICP di Roma per il quale realizza in fasi successive il quartiere di via della Bufalotta, in seguito demolito.

### Il dopoguerra
Pur continuando a mantenere lo studio professionale a Roma, l'attività di Sabbatin dal 1945 si svolge prevalentemente a Osimo e nelle Marche alla ricerca di un'affermazione professionale che in effetti si realizza soprattutto con committenze ecclesiastiche per le quali riemerge quel linguaggio espressionista in forma di elevazione e copertura delle chiese “come le squame di una pigna”. Dal 1955 Sabbatini è affiancato dal figlio architetto in importanti opere a Osimo come case d'abitazione e l'Istituto S. Carlo, nonché il Piano Regolatore Generale.
A seguito di un malore, Innocenzo Sabbatini viene ricoverato all'ospedale di Osimo, dove muore nel 1983 ed è sepolto in una tomba da lui stesso realizzata precedentemente per la sepoltura della moglie.

### Il riconoscimento critico

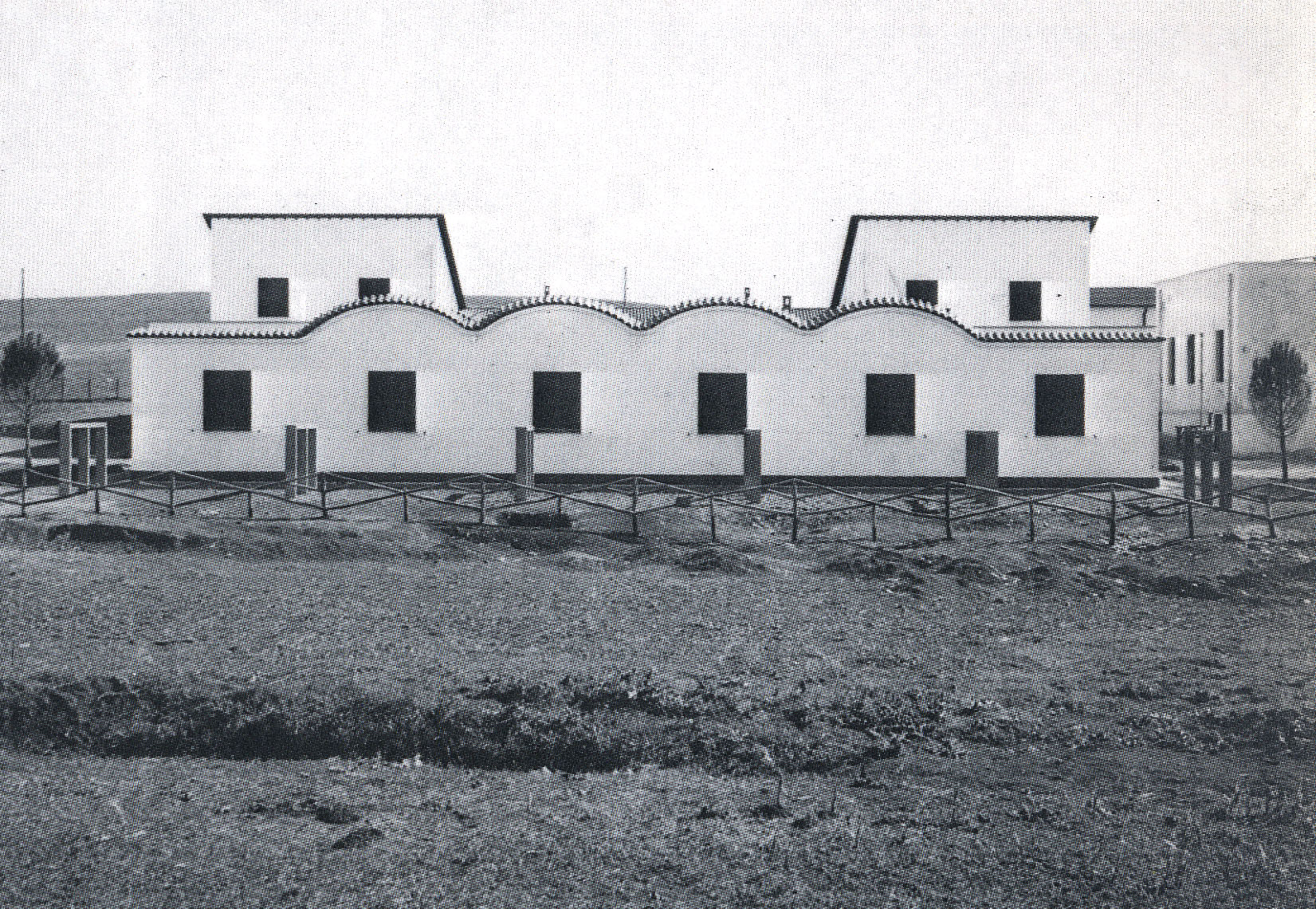
Edifici alla Bufalotta Case minime 1941 demolite nel dopoguerra

Nel 1971 con la pubblicazione del libro di Accasto, Fraticelli e Nicolini ha inizio l'interesse per l'opera dell'ICP di Roma e di Sabbatini caduto nell'oblio; dopo un primo saggio monografico sulla rivista “Capitolium”, Bruno Regni e Marina Sennato intensificano le ricerche su Sabbatini fino alla realizzazione, prima, di una mostra alla galleria A.A.M di Roma sulle opere fino al 1940, quindi nel 1982 a Osimo nel prestigioso Palazzo Campana con una mostra su tutta l'opera architettonica di Sabbatini e nell'occasione viene pubblicato il libro “Innocenzo Sabbatini. Architetture tra tradizione e rinnovamento”. Da quel momento singoli studiosi e cattedre universitarie approfondiranno gli studi su Sabbatini e sul ruolo all'interno del Novecento in architettura e della “Scuola romana”, da un'altra parte si è intensificato un particolare interesse per alcune opere come gli Alberghi suburbani (da parte dell'Osservatorio sul Moderno a Roma) e il Cinema-teatro Palladium (da parte della Terza Università).

### Cronologia delle opere più rilevanti di Innocenzo Sabbatini

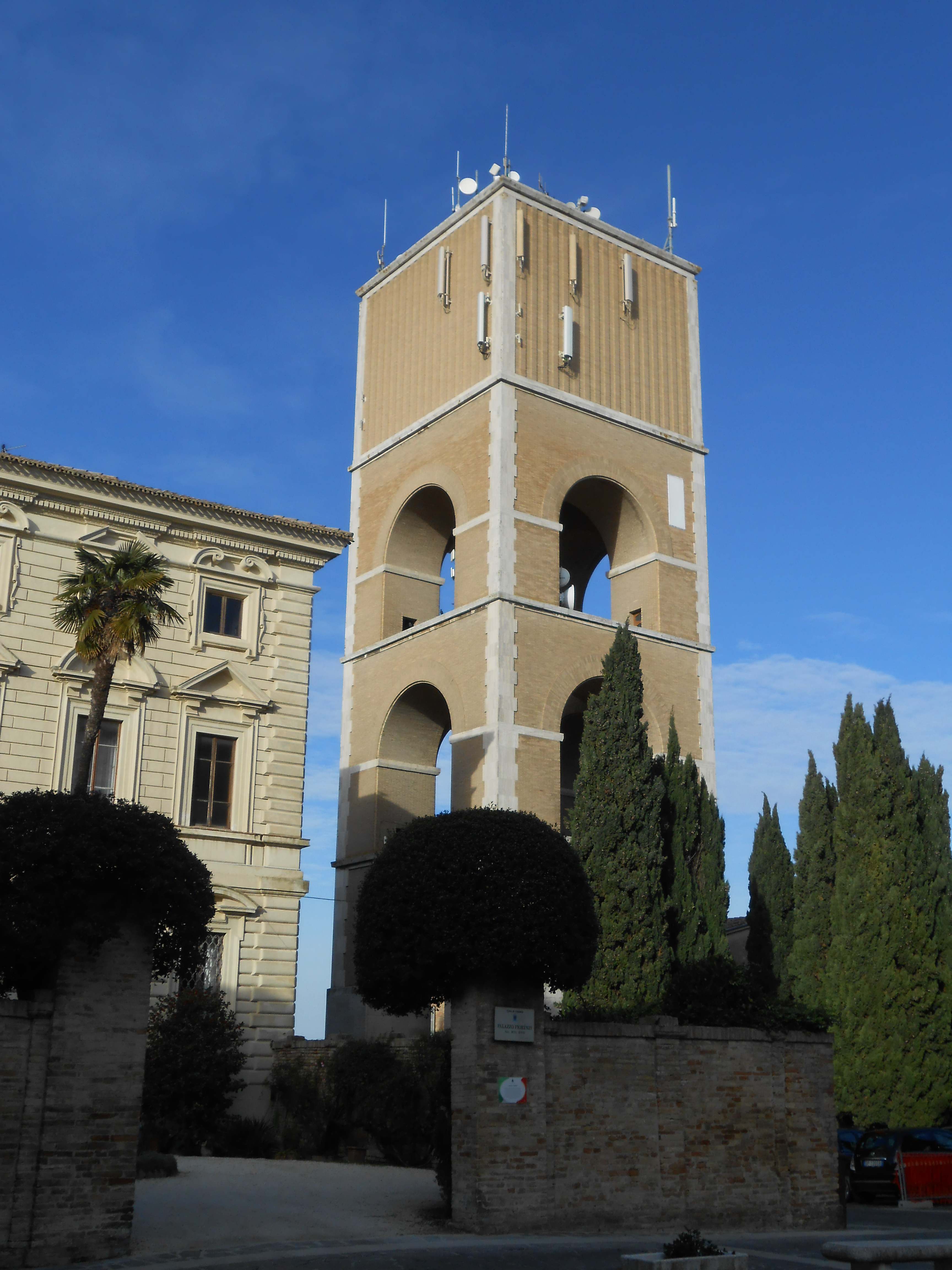
torre acquedotto, 1933, Osimo

Si tralasciano i primi timidi passi nel mondo dell'architettura delle modeste realizzazioni a Osimo di cui l'unica testimonianza è stata la fonte orale di Sabbatini, mentre il primo “documento” è la partecipazione ad un progetto con lo zio Costantini:
- 1914 - Progetto per il Liceo “Leopardi” a Osimo (con C. Costantini).
- 1919:
  - Complesso di case popolari ICP “Trionfale II”, completate nel 1922.
  - Case popolari ICP “Piazza d'Armi I”, completate nel 1921 (demolite).
- 1920 - Palazzine popolari ICP alla Garbatella, completate nel 1922.
- 1921:
  - Casa dei bambini ICP a “Trionfale II” (con I. Costantini).
  - Edificio pubblico alla Città Giardino Aniene, completato nel 1923.
- 1922:
  - Edificio per abitazioni e cinema ICP alla Città Giardino Aniene, completato nel 1925.
  - Quattro palazzine ICP a Monteverde per conto terzi, completate nel 1925.
- 1923 - Complesso di case popolari ICP “Trionfale III”, completato nel 1926.
- 1924 - Concorso per un progetto di casa economica per l'Istituto dei Beni Stabili, terzo premio.
- 1925:
  - Complesso di case economiche ICP “Piazza d'Armi II”, completato nel 1926.
  - Casa economica ICP “Trionfale IV”, completata nel 1927.
- 1926:
  - Casa popolare ICP alla Garbatella lotto 10.
  - Cinque palazzine popolari ICP alla Garbatella lotto 13.
  - Edificio ICP per bagni pubblici, abitazioni e studi per artisti alla Garbatella, terminato nel 1929.
  - Progetto per il complesso di case popolari ICP a Villa Certosa ("Casilino I")[2].
  - 7 villini plurifamiliari nel complesso ICP "Casilino II" a Tor Pignattara[2].
- 1927:
  - Casa economica ICP “Trionfale V”.
  - Quattro Alberghi suburbani alla Garbatella, completati nel 1928.
  - Case economiche ICP “Testaccio IV”, completate nel 1929.
  - Edificio ICP per cinema-teatro e abitazioni (Teatro Palladium) alla Garbatella, completato nel 1930.
  - Da quest'anno, dopo le dimissioni in atto dall'ICP, inizia a progettare per privati e partecipare a concorsi.
  - Villino Giacchetti (1927), in Via Antonio Bosio 20.
- 1928:
  - Concorso per il progetto del Palazzo delle Poste a Napoli, terzo premio ex aequo.
  - Casa dei bambini ICP alla Garbatella, completata nel 1930.
  - Edificio per abitazioni e autorimessa pubblica in via Modena.
- 1929:
  - Progetto per il complesso di abitazioni popolari ICP “Trionfale Nuovo”.
  - Casa economica ICP “S. Ippolito II” (o "Tiburtino II") detta “La Casa del sole”[3][4].
- 1930 - Concorso per il progetto di “Risanamento edilizio” al Ponte di Casanova a Napoli, premio di incoraggiamento.
- 1931 - Concorso per il progetto della nuova Palazzata di Messina.
- 1932:
  - Progetto per una “Casa studio per artisti” alla V Triennale di Milano.
  - Concorso per uno “Studio architettonico e statico di un fabbricato a struttura metallica per grandi magazzini di vendita” bandito dalla Società Falck.
  - Dal 1929 riprende contatti con la città di Osimo e, tra l'altro, realizza numerose Cappelle funerarie nel Cimitero Maggiore.
- 1933:
  - Concorso per il progetto della facciata di S. Petronio a Bologna.
  - Nuovo serbatoio per l'acqua in piazza del Duomo a Osimo.
- 1935 - Concorso per un progetto di case popolari e ultrapopolari bandito dal Ministero dei LL.PP., premiato.
- 1936 - Casa d'abitazione Giuliodori a Osimo.
- 1937:
  - Restauro del Palazzo Leopardi Dittajuti a Osimo.
  - Restauro del Palazzo Gallo della Cassa di Risparmio di Ancona a Osimo.
- 1938 - Ristrutturazione di Palazzo Leopardi a Osimo, completato nel 1939.
- 1939 - Restauro della chiesa del Cimitero Maggiore di Osimo.
- 1940 - Concorso per un progetto “tipo di casetta minima” bandito dal Consorzio tra gli I.F.A.C.P., primo premio ex aequo.
- 1941 - Venti case minime popolari ICP “Bufalotta”, terminate nel 1943. (Demolite, esclusi tre fabbricati alti).
- 1942:
  - Restauro del Palazzo Badialetti a Osimo.
  - Riprende nel dopoguerra l'attività di I.S. soprattutto nelle Marche.
- 1946 - Sistemazione dei Giardini pubblici a Osimo.
- 1949 - Villa Orsi Fagioli a Osimo.
- 1951 - Concorso per il progetto della sede della Cassa di Risparmio di Fabriano, segnalato ex aequo dopo il vincitore.
- 1953:
  - Facciata e restauro della chiesa parrocchiale di Offagna.
  - Da quest'anno I.S. è affiancato nella progettazione dal figlio architetto A.
- 1955:
  - Progetti di edifici con l'applicazione del brevetto per la “disposizione di scale esterne a perimetro aperto per l'accesso agli appartamenti di più edifici diversi e di uno stesso edificio”.
  - Chiesa di Cristo Re a Porto d'Ascoli (con A. Sabbatini).
- 1957 - Casa Attili Milone a Osimo.
- 1958:
  - Edificio di abitazione della Coop. Domus Nostra a Osimo.
  - Istituto S. Carlo a Osimo (con A. Sabbatini).
  - Chiesa di S. Filippo Neri a S. Benedetto del Tronto, terminata nel 1967 (con A. Sabbatini).
- 1960 - Chiesa di S. Francesco a Macerata, terminata nel 1966 (con A. Sabbatini).
- 1961 - Piano di fabbricazione di Osimo (con R. Rozzi, A. Sabbatini).
- 1962:
  - Villa Fagioli a Numana.
  - Piano di Zona a Osimo.
- 1963 - Villa Fagioli a Gubbio (con A. Sabbatini).
- 1964 - Concorso internazionale per un progetto di casa unifamiliare tipo (con A. Sabbatini).
- 1967 - Lottizzazione della zona industriale a Osimo Scalo.
- 1968 - Studi per il Piano Regolatore Generale del Comune di Osimo (con R. Rozzi, A. Sabbatini).